# Пшемислав Ваха
Пшемислав Маріан Ваха (пол. Przemysław Marian Wacha; народився 31 січня 1981 у м. Глубчице, Польща) — польський бадмінтоніст.
Учасник Олімпійських ігор 2004 в одиночному розряді. У першому раунді поступився Wong Choong Hann з Малайзії — 0:2. Учасник Олімпійських ігор 2008 в одиночному розряді. У першому раунді переміг Рауля Муста з Естонії — 2:0, у другому — Крістіана Безігера зі Швейцарії 2:1. У третьому раунді поступився Бао Чунлаі з Китаю — 1:2.
Чемпіон Польщі в одиночному (1999, 2002, 2004, 2005, 2006, 2007, 2008, 2009) і парному розрядах (2006).
Переможець Slovak International в одиночному розряді (2000, 2005). Переможець Polish Open в одиночному розряді (2002, 2005, 2006). Переможець Croatian International в одиночному розряді (2002). Переможець Austrian International в одиночному розряді (2003, 2004).